# Erica alexandri
Erica alexandri är en ljungväxtart. Erica alexandri ingår i släktet klockljungssläktet, och familjen ljungväxter.

## Underarter
Arten delas in i följande underarter:
- E. a. acockii
- E. a. alexandri